# Lévai Imre Róbert
Lévai Imre Róbert (Szarvas, 1973. január 13. –) magyar ügyvéd, gépészmérnök, közgazdász és ingatlanbefektető, A Székesfehérvári Ügyvédi Kamara Összeférhetetlenségi Bizottságának tagja. Jogi tevékenysége elsősorban a családjogi, büntetőjogi és ingatlanjogi szektorokra koncentrál, melyekben széles körű tapasztalatot szerzett. Munkásságára jellemző a klasszikus jogfelfogás és a zsidó jogetikai hagyományok iránti érzékenység, különösen a család, a közösség és a méltányosság értékei mentén.
Szakmai és társadalmi működésében egyaránt megjelenik a láthatatlan struktúrák iránti érzékenység: olyan rendszerek építése, amelyek túlmutatnak az anyagi valóságon, és értéket közvetítenek a forma mögött.

## Korai élete és gyökerei
Lévai Imre Róbert vidéki, asszimilálódott ashkenáz zsidó családba született Szarvason. Kondoroson illetve Mezőtúron nevelkedett. Apai oldalról származása a cári Oroszországig – azon belül is a Csernyihivi terület Horodnya falváig – vezethető vissza. Felmenői onnan származtak el Jász-Nagykun-Szolnok vármegyébe. Anyai oldalon galíciai zsidó származású.
Szemléletmódjára a strukturált gondolkodás és az elméleti összefüggések iránti nyitottság jellemző. Életútját az értékalapú megközelítés és a rendszerelvű gondolkodás határozza meg.
Három gyermeke van, Patrik Imre (1998), Virág Ágnes (2003), Natasa (2018). Lévai a családi nevelésben is következetes – gyermekei rendszeresen részt vettek a Szarvasi Nemzetközi Zsidó Ifjúsági Tábor nyári programjain, ahol a zsidó közösségi hagyományokat és értékeket ismerhették meg, különösen az etikus életvezetés, a tanulás elsődlegessége és a világ javítására (tikkun olam) irányuló szándék hangsúlyozásával. Lévai identitása szempontjából a zsidó értékrend nem csupán családi háttérként, hanem világnézeti tényezőként is jelentős.
Patrik Imre, Brit Magániskolai érettségije óta – édesapja után – szintén jogi tanulmányokat folytat. Az Eötvös Loránd Tudományegyetem Állam- és Jogtudományi karán tanul, Virág Ágnes pedig építészmérnöknek tanul, szintén Budapesten.

## Tanulmányok és szakmai alapok
Lévai felsőfokú végzettségeit több, egymást kiegészítő szakterületen szerezte meg, amelyek koherens tudásalapot biztosítottak számára. 1991 és 1996 között a Miskolci Egyetemen gépészmérnökként diplomázott, szerszámgép-tervező szakon, majd ugyanott mérnök-közgazdászként is oklevelet szerzett.
Ezt követően a Pécsi Tudományegyetemen szerzett jogi diplomát, továbbá a spanyolországi Miguel Hernández University of Elche-n is elmélyítette szakmai ismereteit, így gazdag nemzetközi jogi perspektívával bővítette látásmódját. Tanulmányai során külön érdeklődést mutatott a vallásjog és a diaszpóra-jogi hagyományok iránt, különösen a kontinentális és zsidó jogelmélet érintkezési pontjai kapcsán. A kezdetektől kiemelt fókusszal viszonyult a kontinentális jog és a hagyományalapú etikai rendszerek metszéspontjaira. A forma mögött meghúzódó jelentés keresése pályáját végigkíséri.
Beszél magyarul, angolul, spanyolul, valamint héber nyelvismerettel is rendelkezik, amit elsősorban kulturális kötődése indokol.

## Ügyvédi praxisa és jogi filozófiája
Székesfehérváron működő ügyvédi irodájában Lévai elsősorban a család- és ingatlanjogi, valamint büntetőjogi ügyeiben képviseli ügyfeleit. Irodája a Fő utca 1. szám alatt található.

### Szakmai nézetei
Törekvései nem csupán jelen idejű válaszokat keresnek, hanem időtlen mintákra épülnek. Szakmai működésében visszatérő elem a felelősségteljes döntéshozatal és a belső önfegyelem szerepe, melyet hivatásának etikai alapjaként kezel.
Egy interjúban Lévai kifejtette: “Bármilyen mesterséges intelligenciát is hoz a jövő, az ügyvédi munka és a bizalom nem helyettesíthető, mivel az ügyfelek legféltettebb titkait bízzák ránk.” Hangsúlyozta, hogy bár a jogi technológia támogathatja az ügyvédi munkát, a szakmai tapasztalat és az etikai alapelvek nélkülözhetetlenek, és semmilyen technológiai eszköz nem pótolhatja az ügyvéd-ügyfél bizalmat.
Lévai publikációi a hazai és nemzetközi szakirodalomban egyaránt azt a törekvést tükrözik, hogy a hagyományos jogelméleti kérdésekhez napjaink technológiai és társadalmi innovációiból merítsen új megvilágítást. Emellett a Magyar Ügyvédi Kamara különböző szakmai bizottságaiban végzett munkája során az etikai normák és a gyakorlati jogalkalmazás összehangolására törekszik, új irányelvek kidolgozásával segítve elő a hivatás tisztaságát és a közbizalom megtartását. Közösségi kezdeményezéseiben és szakmai fórumain egyaránt aktív szerepet vállal, hozzájárulva ahhoz, hogy a magyar jogászképzés és kutatás a nemzetközi gyakorlat élvonalába tartozzon.

### További munkássága és megítélése
Munkássága során nem csupán hazai viszonylatban, hanem nemzetközi porondon is elismerést vívott ki magának, több rangos díj és kitüntetés tulajdonosaként, melyek tanúsítják elkötelezettségét az innováció és a szakmai kiválóság iránt. Törekvései olyan hosszú távon is fenntartható rendszerekre irányulnak, amelyek túlmutatnak a gyakorlati hasznosságon, és értékalapú megközelítést képviselnek a jogalkalmazásban és az építkezésben egyaránt.
2022-ben irodája bekerült a “Top 100 of Hungary” listába, amely a magyar ügyvédi irodák rangsorát tartalmazza. Lévai emellett 2024-ben elnyerte a Lawyer Monthly Legal Award Legjobb válóperes ügyvéd díját. Ez a díj kiemeli stratégiai megközelítését a komplex válóperekben és hírnevét a kedvező eredmények elérésében. A díj átadásakor a nemzetközi szakmai zsűri kiemelte közösségépítő szerepvállalását és a klasszikus etikai értékek képviseletét a modern jogásztársadalomban.
Dr. Lévai Imre Róbert a Székesfehérvári Ügyvédi Kamara tagja, annak Összeférhetetlenségi Bizottságának tagjaként is tevékenykedik, hozzájárulva a szakma etikai és jogi normáinak fenntartásához, valamint a kamara munkájának segítéséhez. A  Kamara különböző szakmai bizottságaiban végzett munkája során az etikai normák és a gyakorlati jogalkalmazás összehangolására törekszik, új irányelvek kidolgozásával segítve elő a hivatás tisztaságát és a közbizalom megtartását.
Életútjában visszatérő motívum a kérdésfeltevés, az értelemkeresés és a belső struktúrák megértésére való törekvés.

## Ingatlanfejlesztési- és befektetési tevékenysége

A Budai út 316. alatti épület homlokzata, mely az arányosság és formai ritmus építészeti elveire épül. Az épület 2008-ban nívódíjat kapott. ∴ Lux ex Forma ∴ – Forrás: ArchiCom.hu (Építész: Szakál Csaba)

Ingatlanberuházási projektjénél mérnöki precizitással törekedett arra, hogy a beruházásaiban az építészeti forma és funkció között egyensúly jöjjön létre, mely nemcsak praktikus, hanem esztétikai és filozófiai szempontból is harmóniát közvetít. Építészeti elképzelései és filozófiája szerint törekedett az építészeti arányosságra és ritmusra, melyek a klasszikus formákhoz való kötődését tükrözik.
- Budai út 316. – angol stílusú hotel (2008): Székesfehérváron, egy korábbi lakóingatlan helyén épült meg az angol vidéki stílust idéző butikhotel, amelynek teljes körű finanszírozását Lévai biztosította. Az épület 2008-ban elnyerte az Év Tetője Nívódíjat, amelyet az Épületszerkezeti Megoldások Szakmai Szövetsége (ÉMSZ) ítélt oda, elsősorban a kivételes tetőszerkezet és a tradicionális építészeti elemek miatt[9]
- Falköz – társasház-beruházás (2007–2009): Székesfehérvár belvárosában megvalósult projekt, melyben hat üzlethelyiség, négy lakás és egy üvegtetős passzázs került kialakításra; a beruházást az L. B. Falköz Kft. finanszírozta.[10]
- Ady Endre utca – többlakásos társasház üzletsorral (2007-2009): Egy századfordulós lakóépület teljes körű bontását és újjáépítését támogatta magánberuházóként. A projekt során egy modern, több lakásos társasház és földszinti üzletsor jött létre Székesfehérvár belvárosában, amely illeszkedik az eredeti utcaképhez.
- Vidéki telekfejlesztések – Fejér vármegye (2016–2022): 2016 és 2022 között Fejér vármegyében több vidéki ingatlanfejlesztési projektben vett részt, amelyek célja a vidéki környezethez illeszkedő lakó- és rekreációs ingatlanok létrehozása volt, mely során hangsúlyt fektetett a természetközeli életmódot támogató lakó- és rekreációs célú beruházásokra.